# Guangzhou
Guangzhou of Kanton (vereenvoudigd Chinees: 广州; traditioneel Chinees: 廣州; pinyin: Guǎngzhōu; Kantonees IPA: [kʷɔ̌ːŋ2tsɐ̂u1]; Yale: Gwóngjāu; Mandarijn IPA: [gwɑŋ21ʈʂɔw5]), is een stadsprefectuur en de provinciehoofdstad van de provincie Guangdong in het zuiden van China.
De stad zelf heeft 18,7 miljoen inwoners (2020). Guangzhou vormt het bestuurlijke en culturele hart van de Parelrivierdelta, een regio waarin diverse miljoenensteden zijn samengesmolten tot één metropool van 72,7 miljoen inwoners. Dit wordt door diverse instanties beschouwd als de grootste agglomeratie of metropool ter wereld.
Sinds 2005 is het een van de vijf nationale centrale steden. De stad ligt 120 km ten noordwesten van Hongkong en 145 km ten noorden van Macau. Guangzhou's geschiedenis gaat terug tot omstreeks 200 jaar voor Christus. De stad was het een eindpunt van de Zijderoute.
De internationale naam van de stad was oorspronkelijk Canton, waaruit de Nederlandse naam "Kanton" is voortgekomen. Hiervan is ook de naam afgeleid voor de aldaar gesproken taal, het Kantonees. Guangzhou is bekend om zijn jaarlijkse Canton Fair, de oudste en grootste handelsbeurs in China. De Kantonese keuken is een van de beroemdste en populairste regionale keukens van China. Het symbool en de toeristische attractie van de stad is de 600 meter hoge Canton Tower.
Guangzhou moderniseert snel en heeft inmiddels het op vier na grootste aantal wolkenkrabbers ter wereld. De haven is in 2022 de op vier na grootste van de wereld. Ook de Internationale luchthaven Guangzhou Baiyun behoort tot de drukste luchthavens van de wereld.

## Geschiedenis

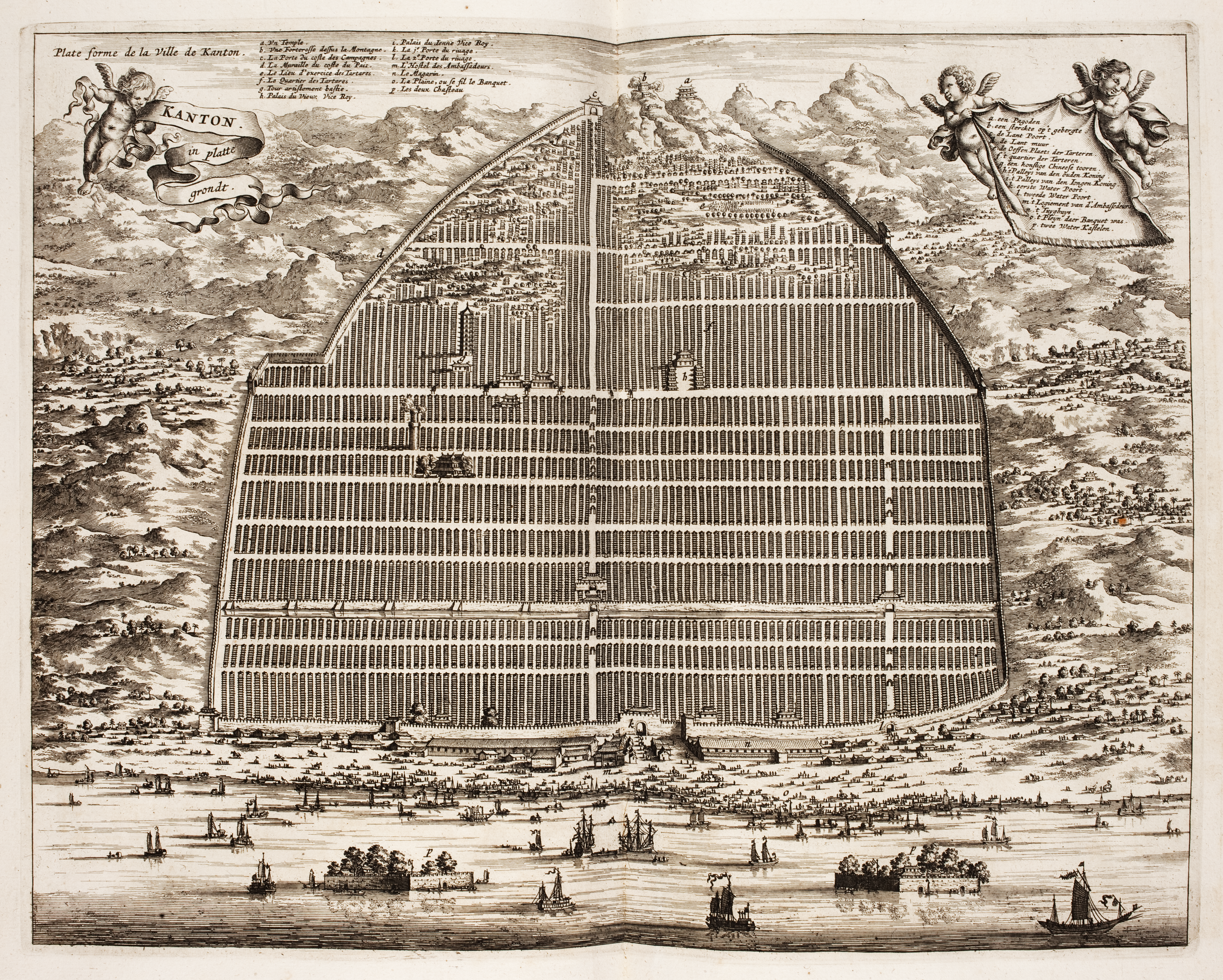
Kaart van "Kanton", van Johan Nieuhof (1665)

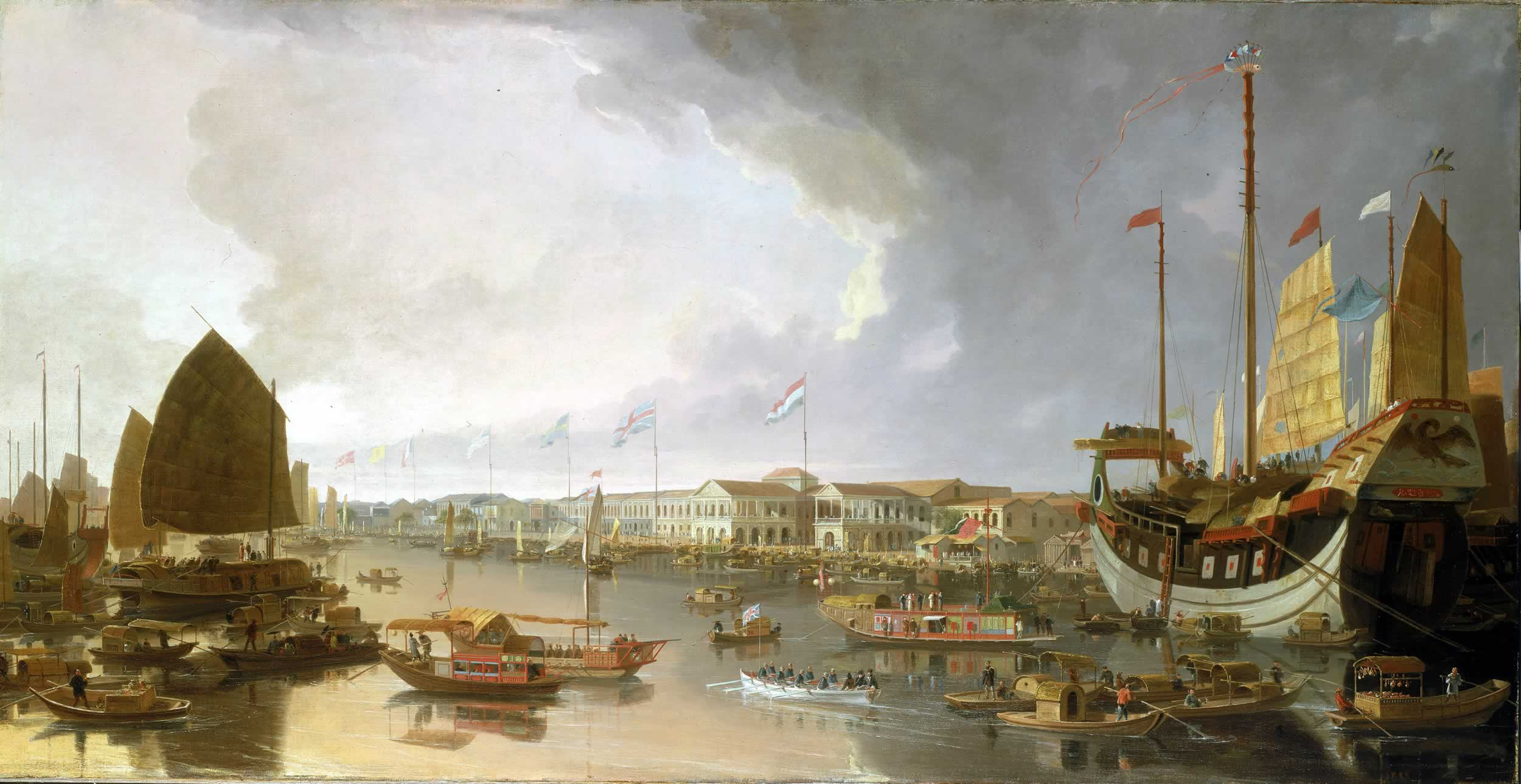
De Dertien Factorijen aan de rivier (1806)

Guangzhou is van oudsher een van de belangrijkste Chinese havensteden. De Portugezen waren in 1514 de eerste Europeanen die Guangzhou bereikten via de zee. De Portugezen hadden het monopolie op de handel in China, totdat de Nederlanders arriveerden in de 17e eeuw. In 1728 opende de Vereenigde Oostindische Compagnie een factorij in Guangzhou. In de periode dat het Kantonsysteem (1757-1842) fungeerde, waren de Dertien Factorijen in Guangzhou de enige plaats waar buitenlanders handel mochten drijven met China. Na de Eerste Opiumoorlog (1839-1842) werd Guangzhou een van de vijf havens die opengesteld werden voor buitenlandse handelaren.

## Klimaat
| Maand                  | jan  | feb  | mrt  | apr  | mei  | jun  | jul  | aug  | sep  | okt  | nov  | dec  | Jaar  |
| ---------------------- | ---- | ---- | ---- | ---- | ---- | ---- | ---- | ---- | ---- | ---- | ---- | ---- | ----- |
| Hoogste maximum (°C)   | 27,2 | 28,6 | 32,1 | 32,4 | 36,2 | 36,6 | 39,1 | 38,0 | 37,6 | 34,8 | 32,5 | 29,6 | 39,1  |
| Gemiddeld maximum (°C) | 18,3 | 18,5 | 21,6 | 25,7 | 29,3 | 31,5 | 32,8 | 32,7 | 31,5 | 28,8 | 24,5 | 20,6 | 26,3  |
| Gemiddeld minimum (°C) | 10,3 | 11,7 | 15,2 | 19,5 | 22,7 | 24,8 | 25,5 | 25,4 | 24,0 | 20,8 | 15,9 | 11,5 | 18,9  |
| Laagste minimum (°C)   | 0,1  | 1,3  | 3,2  | 7,7  | 14,6 | 18,8 | 21,6 | 20,9 | 15,5 | 9,5  | 4,9  | 0,0  | 0,0   |
|                        |      |      |      |      |      |      |      |      |      |      |      |      |       |
| Neerslag (mm)          | 41   | 69   | 85   | 201  | 284  | 276  | 233  | 227  | 166  | 87   | 35   | 32   | 1.736 |
| Bron: WeerOpReis.com   |      |      |      |      |      |      |      |      |      |      |      |      |       |

## Bestuurlijke indeling
Guangzhou is verdeeld in negen districten en twee stadsarrondissementen.
| naam                  | Chinees    | pinyin        | Inwoners   | km2        | inw/km2    |
| districten            | districten | districten    | districten | districten | districten |
| --------------------- | ---------- | ------------- | ---------- | ---------- | ---------- |
| Yuexiu                | 越秀区     | Yuèxiù Qū     | 1.038.643  | 33.8       | 30.729     |
| Liwan                 | 荔湾区     | Lìwān Qū      | 1.238.305  | 59.1       | 20.953     |
| Haizhu                | 海珠区     | Hǎizhū Qū     | 1.819.037  | 90.4       | 20.122     |
| Tianhe                | 天河区     | Tiānhé Qū     | 2.241.826  | 96.3       | 23.272     |
| Baiyun                | 白云区     | Báiyún Qū     | 3.742.991  | 795.8      | 4.730      |
| Huangpu               | 黄埔区     | Huángpǔ Qū    | 1.264.447  | 484.2      | 2.612      |
| Huadu                 | 花都区     | Huādu Qū      | 1.642.360  | 970.0      | 1.693      |
| Panyu                 | 番禺区     | Pānyú Qū      | 2.658.397  | 529.9      | 5.016      |
| Nansha                | 南沙区     | Nánshā Qū     | 846.584    | 783.9      | 1.080      |
| stadsarrondissementen |            |               |            |            |            |
| Zengcheng             | 增城市     | Zēngchéng Shì | 1.466.311  | 1.616      | 907.1      |
| Conghua               | 从化市     | Cónghuà Shì   | 717.684    | 1.975      | 363.5      |
| Totaal                |            |               | 18.676.605 | 7.434      | 2.512      |

## Demografie

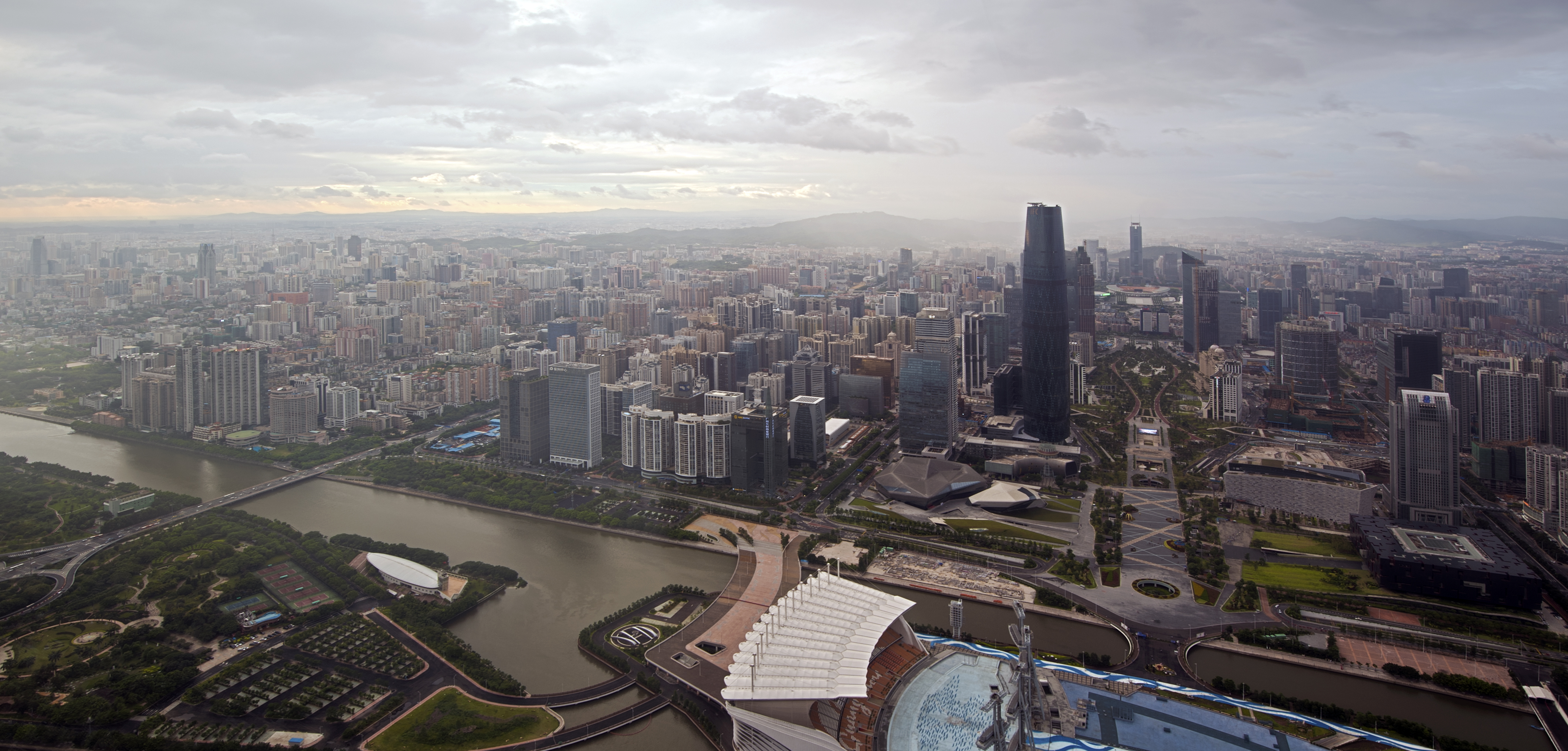
De Parelrivier in Guangzhou

In de stad zelf wonen 18.7 miljoen inwoners (volkstelling 2020). Een stijging van 6 miljoen (en 47%) t.o.v. de volkstelling in 2010. Het is een van de snelstgroeiende steden ter wereld.
Het verstedelijkte gebied rondom Guangzhou (Parelrivierdelta) omvat de miljoenensteden Shenzhen, Dongguan, Foshan, Zhongshan, Huizhou en Jiangmen. In totaal heeft Guangzhou met alle voorsteden 72.7 miljoen inwoners en is het daarmee veruit de grootste metropool ter wereld.
| Jaar | Inwoners   |  |
| ---- | ---------- |  |
| 700  | 200.000    |  |
| 800  | 200.000    |  |
| 1300 | 150.000    |  |
| 1400 | 150.000    |  |
| 1500 | 150.000    |  |
| 1600 | 180.000    |  |
| 1700 | 200.000    |  |
| 1800 | 800.000    |  |
| 1900 | 1.600.000  |  |
| 1950 | 2.567.645  |  |
| 1960 | 3.683.104  |  |
| 1970 | 4.185.363  |  |
| 1980 | 5.018.638  |  |
| 1990 | 5.942.534  |  |
| 2000 | 9.942.022  |  |
| 2010 | 12.701.948 |  |
| 2020 | 18.676.605 |  |

Een meerderheid van de inwoners van Guangzhou spreekt het lokale dialect Guangzhouhua, dat door de Kantonezen als Standaardkantonees wordt beschouwd. Een zeer klein deel van de bevolking behoort tot het vissersvolk Tanka.

## Sport
De stad heeft meerdere grotere stadions, waaronder het Olympische stadion (capaciteit 80.000) en Tianhe Stadion (capaciteit 58.500). Het Guangzhou Gymnasium met 11.468 zitplaatsen was in 2019 de locatie van de FIBA Basketball World Cup. Van 12 tot en met 27 november 2010 werden in Guangzhou de 16e Aziatische Spelen gehouden. In hetzelfde jaar organiseerde het de eerste Asian Para Games van 12 tot 19 december. Samen waren dit de belangrijkste sportevenementen die de stad ooit organiseerde.
In de jaren 2010 werd Guangzhou Evergrande een Chinese voetbalgrootmacht, met acht nationale titels tussen 2011 en 2019. Het team won ook de AFC Champions League in 2013 en 2015.

## Openbaar vervoer
Guangzhou beschikt over een metrosysteem, de metro van Guangzhou. Het systeem bestaat uit veertien lijnen en er zijn verschillende lijnen in aanbouw, of zijn gepland.

## Stedenbanden

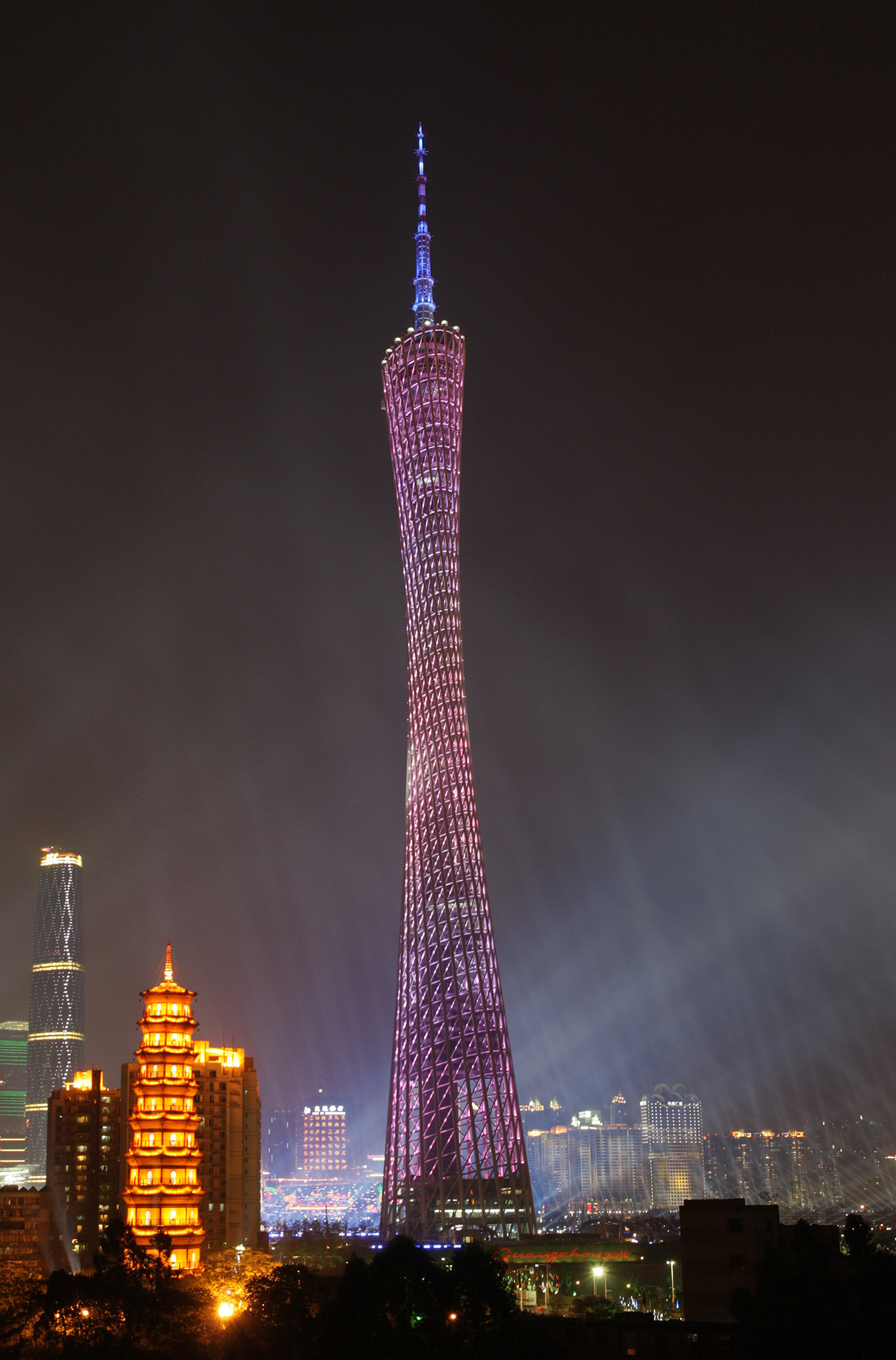
Canton Tower

- Arequipa (Peru), sinds 27 oktober 2004
- Auckland (Nieuw-Zeeland), sinds 1989
- Bari (Italië), sinds 1986
- Birmingham (Verenigd Koninkrijk), sinds 2006
- Bristol (Verenigd Koninkrijk), sinds 2001
- Dubai (Verenigde Arabische Emiraten)
- Durban (Zuid-Afrika), sinds 2000
- Frankfurt am Main (Duitsland), sinds 11 april 1988
- Fukuoka (Japan), sinds 1979
- Gwangju (Zuid-Korea), sinds 1996
- Jekaterinenburg (Rusland), sinds 10 juli 2002
- Linköping (Zweden), sinds 1997
- Los Angeles (Verenigde Staten), sinds 2 maart 1982
- Lyon (Frankrijk), sinds 1988
- Manilla (Filipijnen), sinds 1982
- Rotterdam (Nederland), sinds 18 november 2010
- Tampere, (Finland)
- Sydney (Australië), sinds 1986
- Vancouver (Canada), sinds 1985

## Geboren in Guangzhou
- Ieoh Ming Pei (1917-2019), Chinees-Amerikaans architect
- Chor Yuen (1934-2022), filmregisseur, scriptschrijver en acteur
- Johnny Chan (1957), pokerspeler
- Liu Xiang (1996), zwemster
- Fan Zhendong (1997), tafeltennisser